# Одакле долазимо? Ко смо? Куда идемо?
Одакле долазимо? Ко смо? Куда идемо? (фр. D'où venons-nous? Que sommes-nous? Où allons-nous?) је слика Пола Гогена. Сматра се изузетним делом уметничке епохе постимпресионизма. Данас се налази у Музеју лепих уметности у Бостону у САД.

## Историјат
„Одакле долазимо? Ко смо? Куда идемо?” је слика коју је насликао Пол Гоген током свог боравка на Тахитију. Настала је у периоду 1897–1898.

## Значење
Слика означава Гогеново одушевљење тахићанском културом и богата је филозофским значењем. Тема и атмосфера слике су загонетни.
На слици су представљене три групе фигура које илуструју тему из наслова дела. 
Три жене на десној страни, које седе поред детета које спава, представљају почетак живота. Централна група симболизује младост. На левој страни платна је старица, која је близу смрти и предана је својим мислима. Поред њених ногу је чудна бела птица која представља „узалудност речи”. Слика са десна на лево симболизује циклус рођење-грех-смрт. Ван овог животног циклуса је фигура плавог идола. Њу је Гоген описао као загробни живот (фр. L'au-delà).

## Утицаји
Ова слика утицала је на:
- постмодернизам
- Ван Гога
- филмове